# Saison 8 de Monk
Chronologie
Saison 7 Monk, le retour
Cette page présente les épisodes de la huitième saison (et dernière saison) de la série télévisée Monk.

## Distribution

### Acteurs principaux
- Tony Shalhoub (VF : Michel Papineschi) : Adrian Monk
- Traylor Howard (VF : Valérie Nosrée) : Natalie Teeger
- Ted Levine (VF : Érik Colin) : capitaine  Leland Stottlemeyer
- Jason Gray-Stanford (VF : Alexis Victor) : lieutenant  Randy Disher

### Acteurs récurrents
- Bitty Schram (VF : Natacha Muller) : Sharona Fleming  (épisode 10)
- Emmy Clarke (VF : Kelly Marot) : Julie Teeger
- Héctor Elizondo (VF : François Jaubert) : Dr Neven Bell
- Melora Hardin (VF : Cécile Musitelli) : Trudy Monk
- Tim Bagley (VF : Christian Visine) : Harold Krenshaw
- Virginia Madsen (VF : Catherine Davenier)  : T.K Jensen

## Épisodes

### Épisode 1:Monk et sa série préférée
Randall Zisk
- Diffusions :
- États-Unis : 4 août 2009
- Suisse :
- France : 3 janvier 2010 sur TF1
- Belgique : La Une 14 janvier 2010

- Elizabeth Perkins (Christine Rapp)
- Rena Sofer (Kim Kelly)
- Michael Stoyanov (Stephen Dorn)
- Dan Cole (Stan le fan)
- Taylor Longbrake (Jeune Kathy Cooper)
- Cameron Monaghan (Danny Cooper)
- Gary Weeks (M. Cooper)
- Sarah Aldrich (Mme Cooper)
- Angelina Wahler (Janey Cooper)
- Donnell C. Barret (Paparazzi)
- Edward Flores (Clerk)
- Jonathan Morgan Heit (Billy Cooper)
- Tony Donno (Victor Timlinson)
- Sokhan Sar (Garde).

### Épisode 2:Monk et l'homme qui venait d'Afrique
David Grossman
- Diffusions :
- États-Unis : 11 août 2009
- Suisse :
- France :  10 janvier 2010 sur TF1
- Belgique : La Une 14 janvier 2010

- Adewale Akinnuoye-Agbaje (Samuel Waingaya)
- Gregory Sporleder (Kenneth Nichols)
- Erich Anderson (John Buxton)
- Henri Lubatti (chef du restaurant français)
- Constance Ejuma (Ansara Waingaya)
- Laura Johnson (Carolyn Buxton)
- Burl Moseley (épicier)
- Chris Coy (Second Slacker)
- Eloy Méndez (plongeur)
- Lisa Jay (Gail)
- Lydia Blanco (Maria Fuentes)
- Mary Garripoli (cliente de blanchisserie)
- Suziey Block (serveuse)

### Épisode 3:Monk téléphone maison
Kevin Hooks
- Diffusion :
- États-Unis : 18 août 2009
- Suisse : 24 janvier 2010 sur TSR
- France : 17 janvier 2010 sur TF1
- Belgique : La Une 21 janvier 2010

- Daniel Stern (shérif Fletcher)
- Eric Lange (Goggle Fanatic)
- Ethan Cohn (Kyle Larkin)
- Eric Stonestreet (Boom Boom)
- Amanda MacDonald (fille fans des OVNI)
- Adam Kulbersh (Dr Garcia)

### Épisode 4:Un tueur nommé Monk
Randall Zisk
- Diffusion :
- États-Unis : 28 août 2009
- Suisse :
- France : 24 janvier 2010 sur TF1
- Belgique : La Une 21 janvier 2010

- Eric Balfour (Lenny Barlowe)
- Kelly Carlson (Lola)
- Reed Diamond (Agent du FBI Stone)
- Vincent Curatola (Jimmy Barlowe)
- Louis Lombardi (Tommy G.)
- Michael Fairman (Stanley Greenblatt)
- Lance Barber (Bill the Deliveryman)
- Hope Banks (Jeune Agent)
- Joshua Grenrock (Alvin Greenblatt)
- Kenyon Glover (Doorman)
- Laurence Brown (serveur)
- Randy Flagler (Angry Patron)
- Val Lauren (Charlie).

### Épisode 5:Monk à la barre
Mary Lou Belli
- Diffusion :
- États-Unis : 11 septembre 2009
- Suisse :
- France : 31 janvier 2010 sur TF1
- Belgique : La Une 28 janvier 2010

- Jay Mohr (Harrison Powell)
- Joseph D. Reitman (Evan Gildea)
- Jamie Donnelly (juge Santa Croce)
- Jonathan Lipnicki (Rudy Smith)
- Robert Alan Beuth (procureur de district Charles Friedken)
- Andy Hoff (Reporter)
- Bayani Ison (Bailiff)
- Caleb Moody (sergent Carney)
- Cinda Adams (Nancy Guilda)

### Épisode 6:Monk et le critique
Jerry Levine
- Diffusion :
- États-Unis : 18 septembre 2009
- Suisse :
- France : 7 février 2010 sur TF1
- Belgique : La Une 28 janvier 2010

- Dylan Baker (John Hannigan)
- Bernie Kopell (Gilson)
- Keith Robinson (Officier Darden)
- Erin Cahill (Callie Esterhaus)
- Kathe E. Mazur (Diana Phelps)
- Christina Ferraro (Miranda)
- James Babson (Pretentious Actor)
- Linda Bisesti (Theater Manager)
- Tracy Weisert (fille du soldat)

### Épisode 7:Monk joue à la poupée
Andrei Belgrader
- Diffusion :
- États-Unis : 25 septembre 2009
- Suisse :
- France : 14 février 2010 sur TF1
- Belgique : La Une 4 février 2010

- Meat Loaf (Reverend Jorgensen)
- Claire Rankin (Angeline)
- John Lacy (Coach Chauncey)
- Michael Patrick McGill (sergent Steiner)
- Alexandra Ella (Female Customer)
- Anne Bellamy (Martha Murphy)
- David Gore (Petey)
- David Grieco (Male Paramedic)
- Earnestine Phillips (Miss Ayida)
- Ellen Bry (Beth)
- Greg Ainsworth (Dan)
- Sean Blodgett (Dr Z).

### Épisode 8:La Nouvelle Thérapie de Monk
Anton Cropper
- Diffusion :
- États-Unis : 9 octobre 2009
- Suisse :
- France : 21 février 2010 sur TF1
- Belgique : La Une 4 février 2010

- Amy Aquino (Rhonda)
- Brad Grunberg (Augie Wellman)
- Joelle Carter (Barbara O'Keefe)
- Alex Castillo (Pool Cleaner)
- Jessica McCabe (Teenage Cashier)
- Karl Makinen (Xavier Danko)
- Mike Rock (lieutenant Dylan).

### Épisode 9:Joyeux anniversaire, Monk!
Tawnia McKiernan
- Diffusion :
- États-Unis : 16 octobre 2009
- Suisse :
- France : 28 février 2010 sur TF1
- Belgique : 11 février 2010 sur La Une

- Virginia Madsen (T.K. Jensen)
- John Carroll Lynch (Kurt Pressman)
- Lex Medlin (Richard Meckler)
- Aaron Linker (Monk petit)
- Ann Beth Miller (Mme Meckler)
- David Pires (Brad Foster)
- Gregory Thompson (Paul Wellman)
- Jack Betts (Cowboy Hank)
- Michael Coleman (Policier)
- Michael Patrick McGill (Policier)
- Sean Blodgett (Dr Z)
- Judy Echavez (Mère de Monk)
- Anna Beth Miller (Mme Meckler).

### Épisode 10:Monk et Sharona
Randall Zisk
- Diffusion :
- États-Unis : 23 octobre 2009
- Suisse :
- France : 7 mars 2010 sur TF1
- Belgique : La Une 11 février 2010

- Bitty Schram (Sharona Fleming)
- Jack Wagner (Perry Walsh)
- Chandra West (Carolyn Walsh)
- Benjamin Burdick (Gary the Caddie)
- Christopher Boyer (avocat de Sharona)
- Karen Strassman (Country Club Lawyer).

### Épisode 11:Monk a du chien
David Breckman
- Diffusions :
- États-Unis : 30 octobre 2009
- Suisse :
- France : 14 mars 2010 sur TF1
- Belgique : La Une 18 février 2010

- Wallace Langham (Steve DeWitt)
- Marguerite Moreau (Amanda Castle)
- Denise Dowse (Samantha Austin)
- Sierra McCormick (Anne Marie)
- Eddie Pepitone (agent de contrôle des animaux)
- Suzanne Ford (Gwen DeWitt)
- Cantrell Harris (Père)
- Diane Behrens (Vétérinaire)
- Karl Herlinger (Cooking Uncle)
- Kaylan Bolton (Barry)
- Liza de Weerd (Aunt Teresa)
- Kylan Bolton (David)
- Mohammad Kavianpour (officier White).

### Épisode 12:Monk fait du camping
Joe Pennella et Randall Zisk
- Diffusion :
- États-Unis : 6 novembre 2009
- Suisse :
- France : 21 mars 2010 sur TF1
- Belgique : La Une 18 février 2010

- Alex Wolff (Brian Willis)
- Maurice Compte (Luke Johnston)
- Rodney Eastman (Del Johnston)
- Christina Vidal (Winona)
- Nick Nervies (Norman Walters)
- Uriah Shelton (Nicky Phillips)
- David Kronenberg (Will Dellman)
- Wade Williams (Capitaine Frank Willis)
- Liz Burnette (Second Panel Member / O. Doering)
- Rodney Saulsberry (First Panel Member / A. Horrocks)
- Bill Viney (Ranger).

### Épisode 13:Monk, le meilleur des témoins
Michael Zinberg
- Diffusion :
- États-Unis : 13 novembre 2009
- Suisse :
- France : 28 mars 2010 sur TF1
- Belgique : La Une 25 février 2010

- Virginia Madsen (T.K. Jensen)
- Teri Polo (Stephanie Briggs)
- Carol Kane (Joy)
- Charlie Weirauch (Rookie Cop)
- Keisuke Hoashi (Policier)
- Michael Coleman (Policier)
- Mark Edward Smith (technicien de la police scientifique)
- Michael Shalhoub (Pasteur)
- Barbara Brownell (Tante Nora)
- Boo Arnold (Cousin Curtis)
- Michael Bernardi (Policier)
- Maurice Patton (Store Clerk).

### Épisode 14:Monk reprend du service
Dean Parisot
- Diffusion :
- États-Unis : 20 novembre 2009
- Suisse :
- France : 3 avril 2010 sur TF1
- Belgique : La Une 25 février 2010

- Brooke Adams (Edith Capriani)
- Mark Harelik (Mikel Alvanov)
- Chris McGarry (sergent Louis Doyle)
- Jack McGee (sergent Danny Weaver)
- Jay Malone (Officier Russell DiMarco)
- Adria Tennor (Donna DiMarco)
- Ian Paul Cassidy (Jim Paxton)
- Brandon Ford Green (inspecteur Jones)
- Marcos De Silvas (Mayor Salas)
- Televise Masalosalo (M. Lawrence)
- Sandra Medina (femme d'affaires)

### Épisode 15:Monk s'en va: Partie 1
Randall Zisk
- Diffusion :
- États-Unis : 27 novembre 2009
- Suisse : 4 avril 2010
- France : 11 avril 2010 sur TF1
- Belgique : La Une 4 mars 2010

- Casper Van Dien (lieutenant Steven Albright)
- D. B. Woodside (Dr Matthew Shuler)
- Shelly Cole (Edie Kazarinski)

### Épisode 16:Monks'en va: Partie 2
Randall Zisk
- Diffusion :
- États-Unis : 4 décembre 2009
- Suisse :
- France : 18 avril 2010 sur TF1
- Belgique : La Une 4 mars 2010

- Casper Van Dien (lieutenant Steven Albright)
- Alona Tal (Molly Evans)
- D. B. Woodside (Dr Matthew Shuler)
- Craig T. Nelson (juge Ethan Rickover)